# Catherine Lombard
Catherine Lombard (8 de octubre de 1965) es una deportista francesa que compitió en esquí acrobático. Ganó una medalla de oro en el Campeonato Mundial de Esquí Acrobático de 1989, en la prueba de salto aéreo.

## Medallero internacional
| Campeonato Mundial | Campeonato Mundial | Campeonato Mundial | Campeonato Mundial |
| Año                | Lugar              | Medalla            | Competición        |
| ------------------ | ------------------ | ------------------ | ------------------ |
| 1989               | Oberjoch (RFA)     | Medalla de oro     | Salto aéreo        |